# Tollegno
Tollegno (piemontiul: Tolëgn) település Olaszországban, Piemont régióban, Biella megyében. Lakosainak száma 2348 fő (2023. január 1.). Tollegno Andorno Micca, Biella, Miagliano, Pralungo és Sagliano Micca községekkel határos.

## Népesség
A település lakossága az elmúlt években az alábbi módon változott:
| Lakosok száma | 2474 | 2469 | 2348 |
|               | 2017 | 2018 | 2023 |